# ایستگاه هیگاشی رینکان
ایستگاه هیگاشی رینکان (به لاتین: Higashi-Rinkan Station) یک ایستگاه قطار در ژاپن است که در ساگامیهارا، کاناگاوا واقع شده‌است.